# Puig Rodó (Corçà)
El Puig Rodó és una muntanya de 128 metres que es troba al municipi de Corçà, a la comarca catalana del Baix Empordà.